# Gymnasium Celeanum
Het Gymnasium Celeanum is een middelbare school in Zwolle en het enige zelfstandige gymnasium in de provincie Overijssel.

## Geschiedenis
De historie van het Gymnasium Celeanum begint al in de 14e eeuw, toen de Latijnse School in Zwolle werd gesticht. De school had aan het einde van die eeuw tussen de 800 en de 1000 leerlingen, voor die tijd een groot aantal. Dit was mede te danken aan het feit dat de toenmalige rector Johannes Cele zowel in binnen- als buitenland bekendheid genoot als geleerde en prominente figuur in de Moderne Devotie. Door de jaren heen was de school gehuisvest op verschillende adressen in Zwolle, o.a. op de hoek van het Grote Kerkplein en de Lombardstraat, aan de Nieuwe Markt, de Praubstraat, de Bloemendalstraat en (tussen 1880 en 1930) aan de Goudsteeg.
Tijdens de Tweede Wereldoorlog was het Celeanum gevestigd aan de Veerallee. Het gymnastieklokaal van het gebouw diende in oktober 1942 als doorvoerplek van waaruit de Zwolse Joden naar Kamp Westerbork en verder getransporteerd werden.

## Heden
De eerste jaren aan de Zoom is het aantal leerlingen van de school gestegen. Dit komt onder meer door een verhuizing van de Veerallee te Zwolle (waar de school sinds de jaren dertig van de 20e eeuw was gevestigd) naar de Zoom, in de wijk Aa-landen. Tijdens het schooljaar 2006-2007 waren er ongeveer 550 leerlingen. Door de 150 nieuwe brugklassers in het schooljaar 2007-2008 steeg het totale leerlingenaantal naar 593, waardoor ook het huidige gebouw alweer aan de krappe kant werd. Om deze reden zijn er semi-permanente lokalen bijgeplaatst en is de fietsenstalling uitgebreid. Het Gymnasium Celeanum groeit gestaag door, in het schooljaar 2010-2011 steeg het leerlingenaantal naar 819 en in het leerjaar 2011-2012 heeft de school 900 leerlingen. Sindsdien kent de school een geleidelijke daling van het leerlingenaantal, tot ongeveer 700 in 2024.
In de jaren 2011 en 2012 rangschikte Elsevier in haar jaarlijks vergelijkend overzicht van de kwaliteit van scholen in het voortgezet onderwijs het Gymnasium Celeanum bij de tien beste scholen van Nederland.

### Nevenlocatie
Vanwege het groeiende leerlingenaantal heeft Gymnasium Celeanum een nevenlocatie, van 2008 tot 2012 aan de Zerboltstraat en sinds 2012 aan de Westerlaan in het gebouw van het Marnixcollege. De klassen van Jong Celeanum en leerjaar 1 en 2 maken gebruik van deze nevenlocatie.

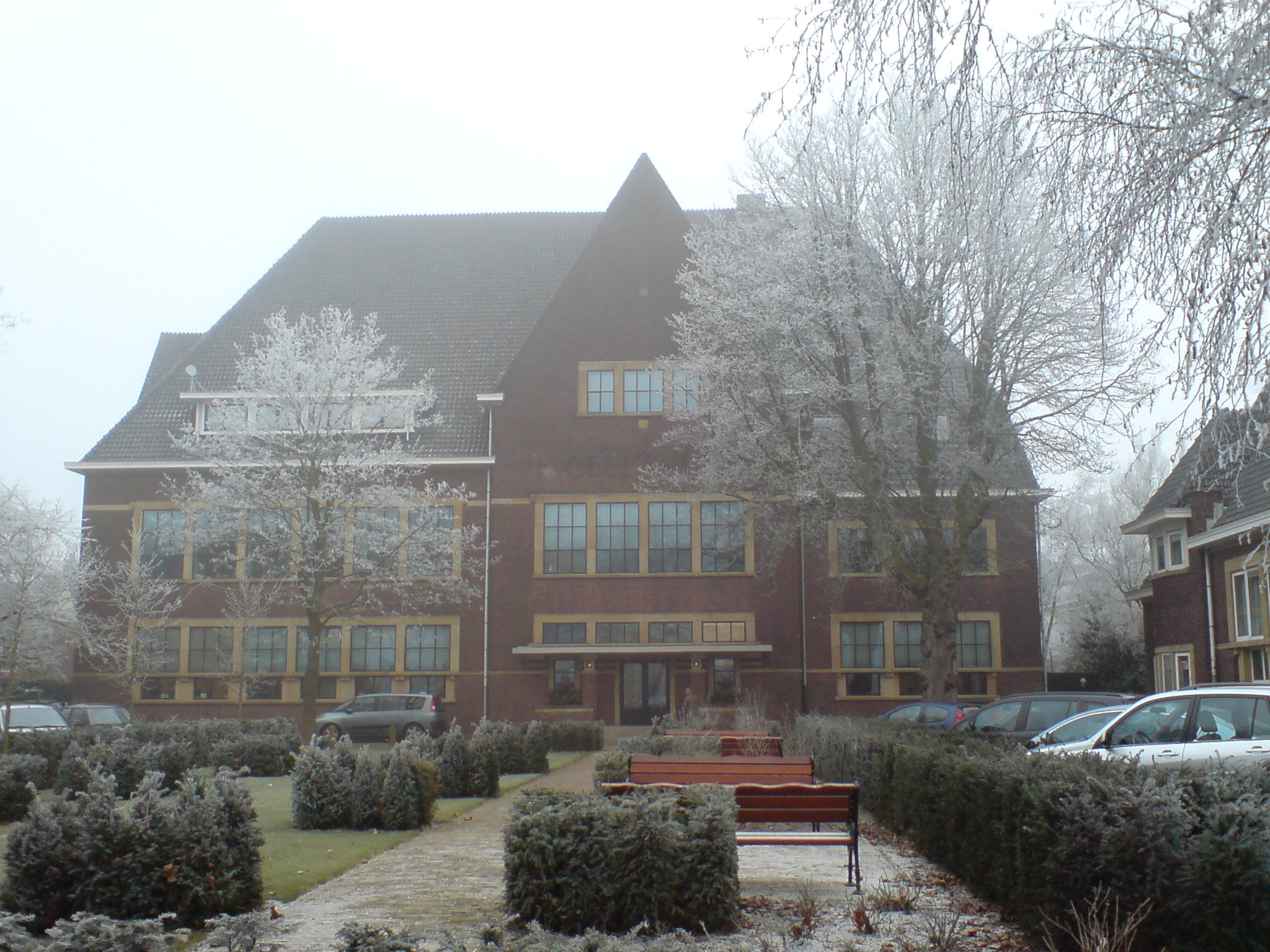
Oude hoofdgebouw (van 1930 tot 2001), architect Lourens Krook
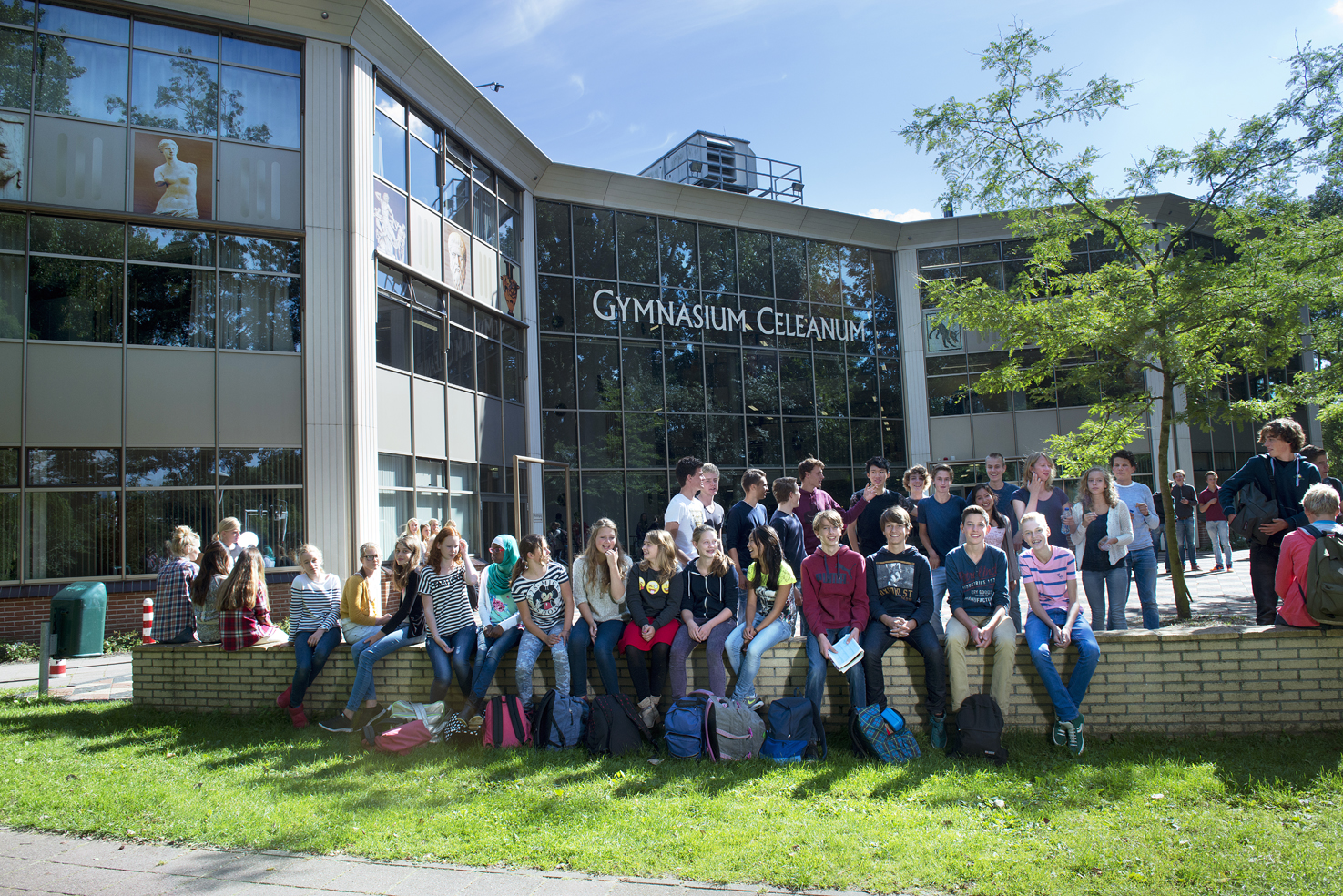
Huidige hoofdgebouw aan de Zoom
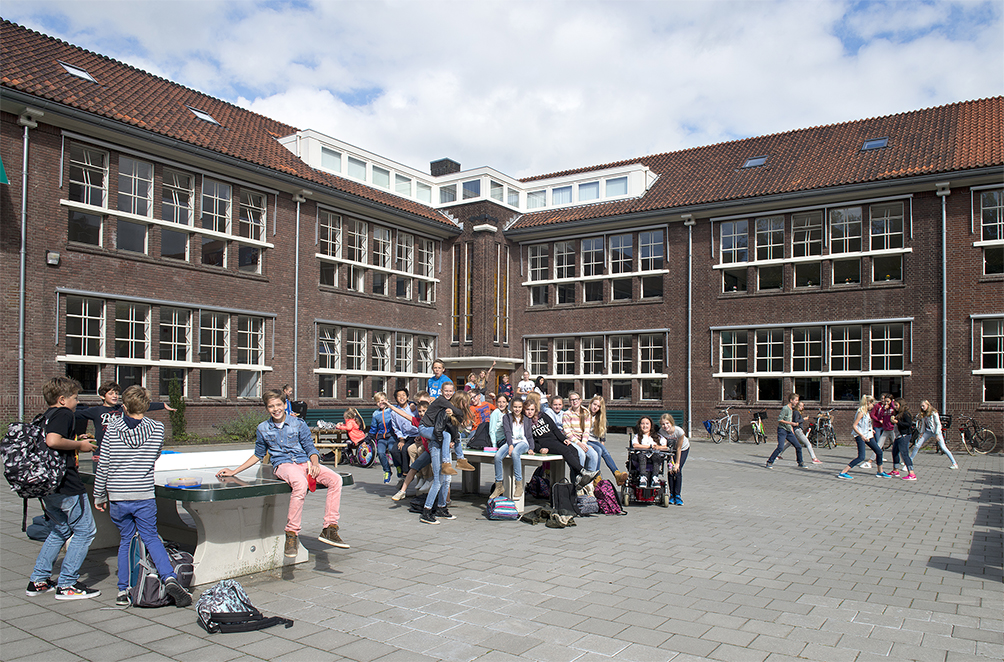
Gebouw Westerlaan

## Oud-leerlingen
Bekende oud-leerlingen van het Gymnasium Celeanum zijn:
- Paus Adrianus VI (1459 – 1523), enige Nederlandse paus.[4]
- Meinard Tydeman (1741 – 1825), jurist en neerlandicus
- Johan Rudolph Thorbecke (1798 – 1872), staatsman en grondlegger van de Nederlandse parlementaire democratie.[5][6][7]
- Herman Bavinck (1854 – 1921), theoloog en politicus
- Hugo Visscher (1864 – 1947), theoloog en politicus
- Nicolaas Van Wijk (1880 - 1941), taalkundige en hoogleraar in de Slavische talen.[8]
- Jan Woelderink (1886 - 1956), theoloog
- Gerrit Jacob de Vries (1905 – 1990), classicus
- Aleid Wensink (1920 – 2001), journalist
- Nico Rienks (1962), tweevoudig olympisch kampioen roeien, klasgenoot van Sander Simons.[9][10][11]
- Sander Simons (1962 – 2010), journalist, klasgenoot van Nico Rienks.[10][11][12]
- Caroline de Gruyter (1963), journalist en schrijfster[13]
- Manon Flier (1984), volleybalster
- Danne Boterenbrood (1985), triatlete

## (Oud)leraren
- Harke Bremer
- Johannes Cele
- Pieter-Jan Enk
- Eugen Mehler
- Cees Graswinckel
- Frederik Muller Jzn
- Samuel Adrianus Naber
- Margot Scharten-Antink
- Johan Theunisz
- Johannes Tielrooy
- R.E.H. Westendorp Boerma

## Publicatie
- Wim Coster: Metamorfoses. Een geschiedenis van het Gymnasium Celeanum. Zwolle, Waanders, 2003. ISBN 9040088470